# Maricaban
Maricaban, englisch Maricaban Island, ist eine philippinische Insel im Westen der Isla-Verde-Straße, einer Meerenge zwischen dem Südchinesischen Meer und der Sibuyan-See.

## Geographie
Die hügelige Insel Maricaban liegt etwa 16 km südwestlich von Batangas City, einer Küstenstadt im Süden von Luzon, und knapp 12 km vor der Nordküste der Insel Mindoro. Der Nordwestküste von Maricaban vorgelagert sind die unbewohnten Inseln Sombrero und Caban, vor der Ostküste liegen Culebra und Balahibongmanoc.

## Verwaltung
Die Insel gehört zur Gemeinde Tingloy (Municipality of Tingloy) der philippinischen Provinz Batangas.